# Philenora tenuilinea
Philenora tenuilinea là một loài bướm đêm thuộc phân họ Arctiinae, họ Erebidae.